# Heurística de Silver-Meal
A heurística de Silver-Meal, criada por Edward Silver e Harlan Meal, é uma variante da EOQ que se aproxima da optimalidade do algoritmo de Wagner-Whitin. Esta heurística baseia-se numa função do custo total/unidade de tempo de maneira a seleccionar a quantidade a encomendar (Tersine, 1988, p. 168):
{\displaystyle CT(T)} = (Custo de Enc. + Custo de Posse até ao fim do período T) / T = [Custo de Enc. + {\displaystyle hP\sum _{k=1}^{T}(k-1)R_{k}]} / {\displaystyle T}
onde:
{\displaystyle h} = custo de posse por período, em fracção do custo unitário
{\displaystyle P}  = custo unitário
{\displaystyle R_{k}} = procura no período {\displaystyle k}
{\displaystyle T} = número de períodos de tempo para a qual a encomenda durará
Esta heurística escolhe para valor óptimo de {\displaystyle T} o menor valor possível para o qual {\displaystyle CT(T+1)>CT(T)} (Gonçalves, 2000, p.29).
Quando os custos relevantes totais por unidade de tempo começa a aumentar em {\displaystyle T+1}, o {\displaystyle T} correspondente é seleccionado como o número de períodos do fornecimento da encomenda. A quantidade de reabastecimento {\displaystyle Q} associada a um valor particular de {\displaystyle T} é (Tersine, 1988, p. 169):
{\displaystyle Q=\sum _{k=1}^{T}R_{k}}
Duas situações em que a heurística não tem bom desempenho são quando:
1. a procura diminui rapidamente com o tempo durante vários períodos
2. existe um grande número de períodos sem procura